# ステレオ放送
ステレオ放送（）とは音声多重放送の一種で、一般的に左右2チャンネルの音声信号の放送のことである。チャンネル数が多いマルチサラウンドステレオ放送もある。
テレビ番組表では○、□、の中に「S」「ス」「立」などと表示される。

## 日本のテレビ放送

### 地上アナログ放送
日本のテレビ地上波アナログ放送の拡張規格は、FM - FM方式で主音声と副音声を送信して2chステレオ音声を実現していた。
地上アナログ放送のテレビ番組では、まずNHK総合テレビの東京地区のみにて、実験放送が行われた。まず、1970年8月9日『NHKコンサートホール』の番組にて行われたのを皮切りに、同番組にてその後2回（同年8月23日と翌年9月12日）、更に、NHKイタリア歌劇公演から2回分（1971年9月11日と1973年9月23日放送分）行われた。しかし当時は、テレビ番組の全面カラー化とカラーテレビ受像機の普及の方が優先されたため、この後実験は途切れたものの、1978年に再開。その時は実用化試験局となり、まず日本テレビが1978年9月28日に同免許を日本で初めて取得し、その日の『ミセス&ミセス』の放送枠内で、それとしては初めてのステレオ放送を実施。同日の後楽園球場からのプロ野球中継「巨人対広島」戦もステレオ化された、その後、レギュラー番組に於いても、9月29日放送の『金曜10時!うわさのチャンネル!!』からステレオ化を順次開始。当初は音楽番組やスポーツ中継などがステレオ放送されて番組中に「ステレオ放送」のテロップを数回表示していた。衛星放送は当初より非表示だったが、ドラマなどがステレオ化されるとテロップ表示は激減した。5.1chサラウンド放送は「5.1サラウンド」と画面左下に表示している。NHKも1994年度以降はテロップの表示を取りやめたが『クイズ日本人の質問』は編集時に挿入していた。
当初はゴールデンタイムでもモノラル放送が多く、バラエティ番組は当初スタジオやホール内の音声のみがステレオで収録された。番組にモノラルが多くコマーシャルにステレオが多い特性を使って、原始的なCMスキップ機能を持つビデオデッキも存在した。ステレオ放送される番組が増加すると、ロケ現場や観客の拍手や声などのスタジオ内音声はモノラル音源で収録してBGMや効果音などをステレオで放送する、『北野ファンクラブ』、『とぶくすり』、『ムーブ 島田弁護協会』、『爆!爆!爆笑問題』などの番組が増えた。『メッセ弾』、『水10!ワンナイR&R』、『やじうまプラス』、『スーパーモーニング』など、モノラルで収録して音声信号のみステレオへ切り替えて放送した番組もある。こうした制作体制を「モノステレオ放送」と呼んでいた。
なお、札幌地区以外の北海道の民間放送では地上波アナログ放送停波まで、それ以外の地域でも1990年代までステレオ放送を行うための機材がなかった局では対応番組であってもステレオ放送がされなかった。そのため、上記のステレオ放送のテロップは制作キー局のマスターから全国送出せず、各系列局にてローカルで表示していた。

### 地上デジタル放送
2011年7月24日に東日本大震災の被災三県を除いて地上波アナログ放送が終了し、再放送番組などモノラル放送の番組はNHKと一部放送局を除いてモノステレオ放送となった。
日本テレビ系列局は、地上デジタル放送完全移行に伴い2011年10月3日より編成上の全番組をステレオ放送化を発表して実施した。フジテレビは『知りたがり!』『すぽると!』『新報道2001』『Mr.サンデー』以外の生放送報道･情報番組は全てモノラル放送（モノステレオ放送）だったが、2011年10月31日にステレオ放送へ変更した。
デジタル放送は音声信号が大部分ステレオであることから、新聞やテレビ情報誌などのステレオ表記は7月23日で廃止されたが、5.1サラウンドステレオ放送は表記（「5.1」・「SS」など）を継続している。テレビ埼玉は電子番組表で「S」を表記している。

## 日本のラジオ放送
主に超短波放送で実施。AMステレオ放送やデジタルラジオも試みられたが普及しなかった。